# Калинковицькі ялинники
Калинковицькі ялинники (біл. Калінкавіцкія ельнікі), раніше Гербовицькі ялинники (Гарбаві́цкія ельнікі) — ботанічна пам'ятка природи республіканського значення в  Калинковицькому районі Гомельської області.
Розташовані за 5 км на схід від с. Гербовичі і за 500 метрів на північний захід від с. Якимовичі, на території Гербовицького і Клинського лісництв Калинковицького лісгоспу. Унікальні острівні (6 ділянок) місця росту ялини європейської за межами ареалу. Переважає карпатська раса ялинки, яка відзначається швидким зростанням. Площа ялинників у 1981 році становила 270,4 га, у наш час — 171,5 га, вік дерев 60-110 років, висота 20-40 м, діаметр 0,3—0,45 м (1983).